# 詹姆士·约克
詹姆斯·阿兰·约克（英語：James Alan Yorke，1941年8月3日—），美国数学家和理论物理学家，马里兰大学学院市分校数学和物理和数学系前任系主任。
他和本華·曼德博是2003年日本国际奖科学技术领域的获得者。约克被选定是因为他的混沌理论的研究成果。在2012年，他成为了美国数学学会的资深会员。